# Astragalus diversus
Astragalus diversus är en ärtväxtart som beskrevs av Dieter Podlech och Maassoumi. Astragalus diversus ingår i släktet vedlar, och familjen ärtväxter. Inga underarter finns listade i Catalogue of Life.